# Serie B (Messico)
La Serie B de México, già nota come Liga de Nuevos Talentos, è una divisione che rappresenta il quarto livello del campionato messicano di calcio. 
Inizialmente ideata con il sistema ad Apertura e Clausura più play-off e finale promozione, nel 2018 divenne un torneo annuale con girone all'italiana e play-off finale.

## Storia
Questa lega nacque nel 2008 con il nome Liga de Nuevos Talentos in seguito alla riforma che vide la suddivisione della Segunda División in due tornei rappresentanti la terza e quarta divisione del calcio messicano. Al contrario della parallela Liga Premier de Ascenso, nuova terza divisione del paese, questo campionato non avrebbe consentito la promozione in Ascenso MX. 
In Serie B partecipano squadre dotate di poche infrastrutture con l'obiettivo di lavorare affinché in breve tempo si possa aspirare ad una promozione al livello superiore.
Nel 2017 vi fu il primo cambiamento, con il campionato che assunse la denominazione Serie B de México mentre nel 2018 venne abbandonato il sistema di Apertura/Clausura in favore della stagione unica.
La stagione 2019-2020 non è stata portata a termine a causa della Pandemia di COVID-19 del 2019-2021 ed il campionato è stato sospeso anche per la stagione 2020-2021 a seguito della riforma del sistema calcistico messicano del 2020, che ha momentaneamente riunificato i campionati di Serie A e Serie B in un unico torneo di Liga Premier.

## Squadre 2019-2020
- Aguacateros CDU
- Atl. San Francisco
- Cafessa Tlajomulco
- Calor
- Chapulineros
- Ciervos
- Cuautla
- Deportivo Chimalhuacán
- Deportivo Dongu
- Dorados "B"
- La Paz
- Zacatecas "B"
- Real Canamy
- Ziácuaro